# Negrilești (Bistrița-Năsăud)
Negrilești (en hongrois : Négerfalva) est une commune du județ de Bistrița-Năsăud en Transylvanie (Roumanie).